# Complot de Rye-House

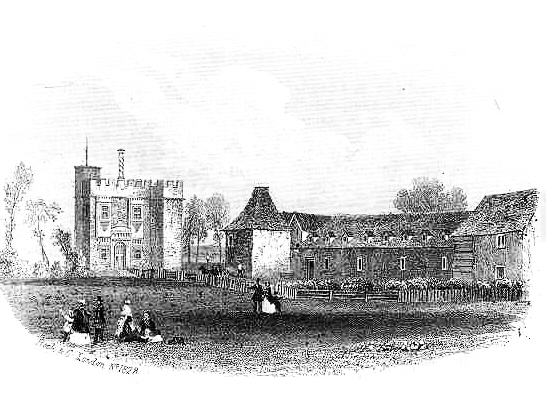
Rye House 1823

Le complot de Rye-House est un complot fomenté en Angleterre en 1683, sous le règne de Charles II.
Il avait pour but de tuer le roi et son frère, le duc d'York (futur Jacques II).

## Les faits
L'attentat devait s'accomplir le 1er avril 1683, à Rye-House, maison de campagne à Hoddesdon, dans le Hertfordshire (d'où son nom), propriété de Richard Rumbold, un républicain connu. Le plan consistait à disposer d'une force de cent hommes en embuscade dans le domaine de Rye House, et à tuer le roi et le duc d'York qui devaient assister à une course de chevaux à Newmarket. L'embuscade aurait eu lieu sur le chemin de retour vers Londres. Mais, un incendie accidentel à Newmarket le 22 mars détruisit une partie de la ville et précipita le retour du roi quelques jours plus tôt. Le complot avorta.
Le complot fut découvert rétrospectivement le 12 juin 1683 par des lettres saisies et des confidences faites à un des membres du Conseil privé.
Bien que les conjurés fussent des personnages secondaires, la répression qui s'ensuivit s'abattit sur les principaux chefs whig qui étaient à l'origine de la crise de l'Exclusion Bill : William Russell et Algernon Sydney furent exécutés, Arthur Capell, comte d'Essex, se suicida dans sa prison. Le duc de Monmouth jura de son innocence aux pieds de son père Charles II, mais dut s'exiler.
Le comte d'Argyll devait parallèlement déclencher une révolte covenantaire en Écosse. Mais, déjà en exil, il échappa aux représailles.

## Évaluation
Les historiens varient dans leur évaluation sur les détails de la conspiration. Quoi qu'il en soit, certains dirigeants de l’opposition en Angleterre avaient l’intention de monter une rébellion contre la monarchie Stuart. Certains historiens ont suggéré que l’histoire du complot pourrait avoir été largement fabriquée par Charles ou ses partisans pour permettre l’élimination de la plupart de ses adversaires politiques. Doreen Milne affirme que son importance réside moins dans ce qui a été réellement retracé que dans la perception qu’en a eu le public et dans l'exploitation faite par le gouvernement. 
Richard Greaves de son côté cite comme preuve de la réalité du complot, les rébellions armées de 1685 du comte fugitif d’Argyll et du fils illégitime de Charles, James Scott, 1er duc de Monmouth.